# Lijst van Deense kunstschilders

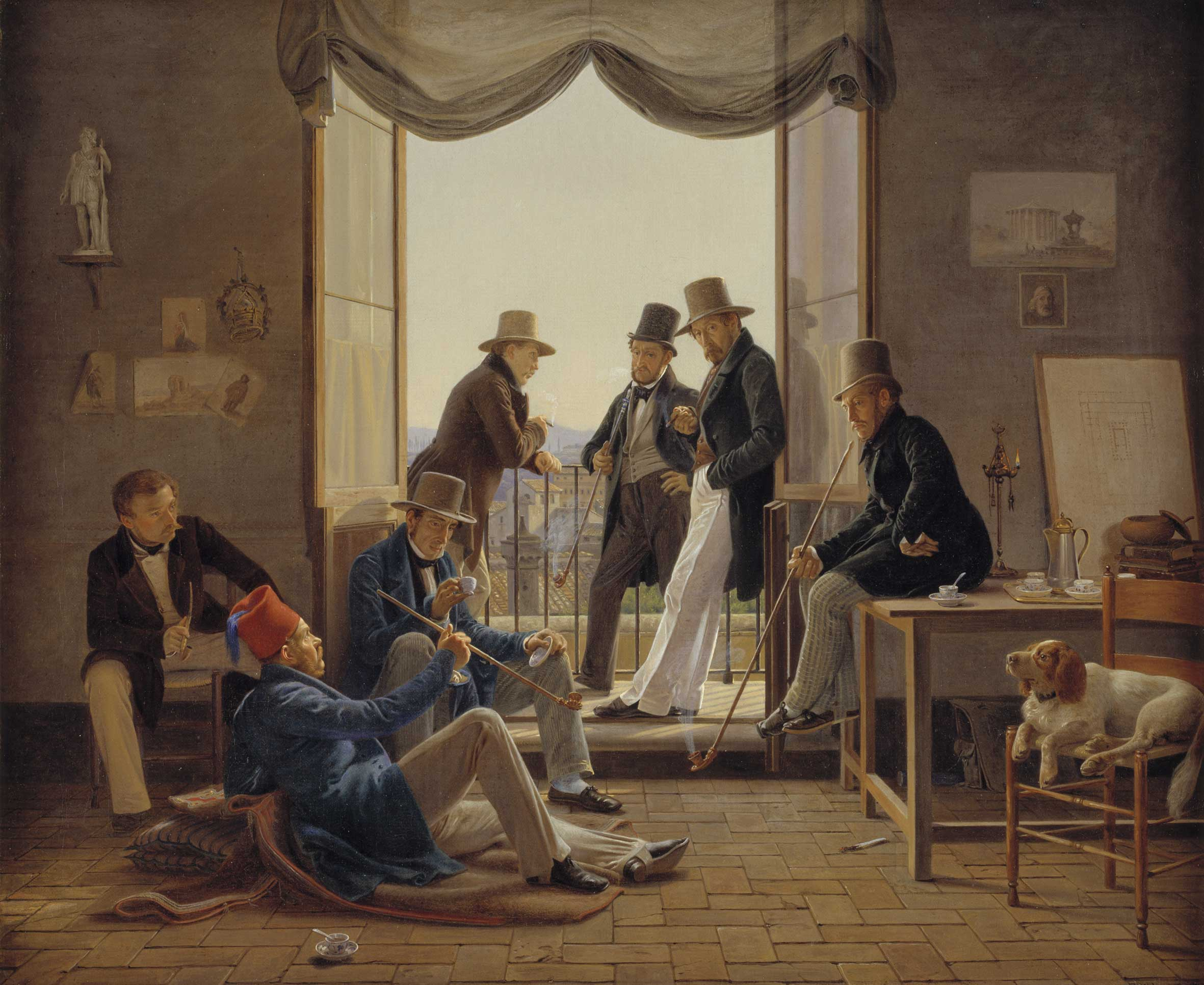
Deense kunstenaars in Rome (1837), door C. Hansen. Van links naar rechts: Constantin Hansen, Thorvald Bindesbøll, Martinus Rørbye, Wilhelm Marstrand, Albert Küchler, Ditlev Blunck en Jørgen Sonne.

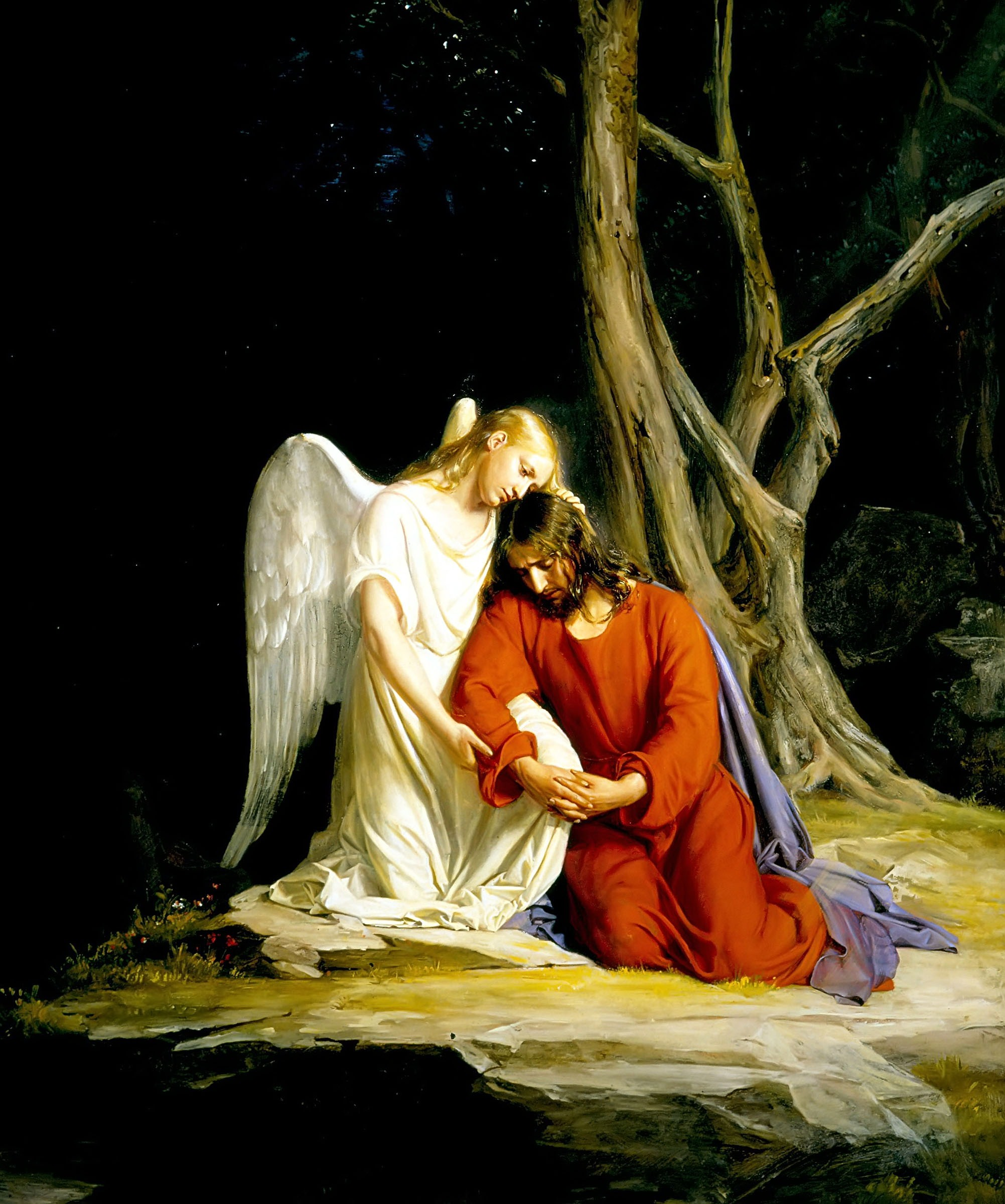
Carl Bloch: Jezus in Gethsemané

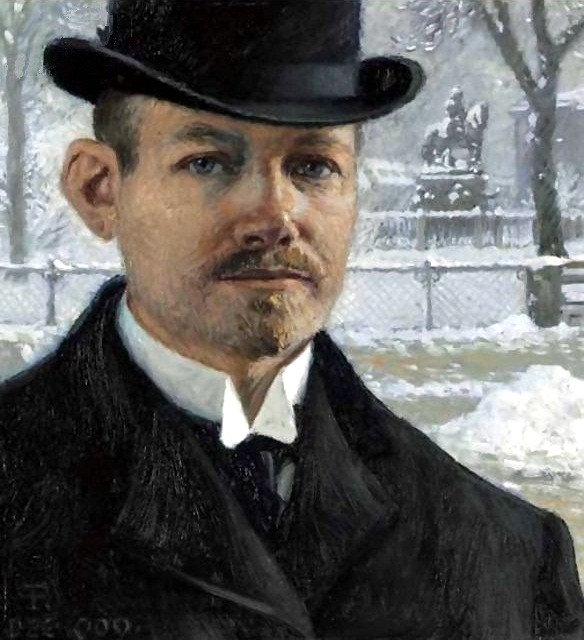
Paul Fischer: zelfportret

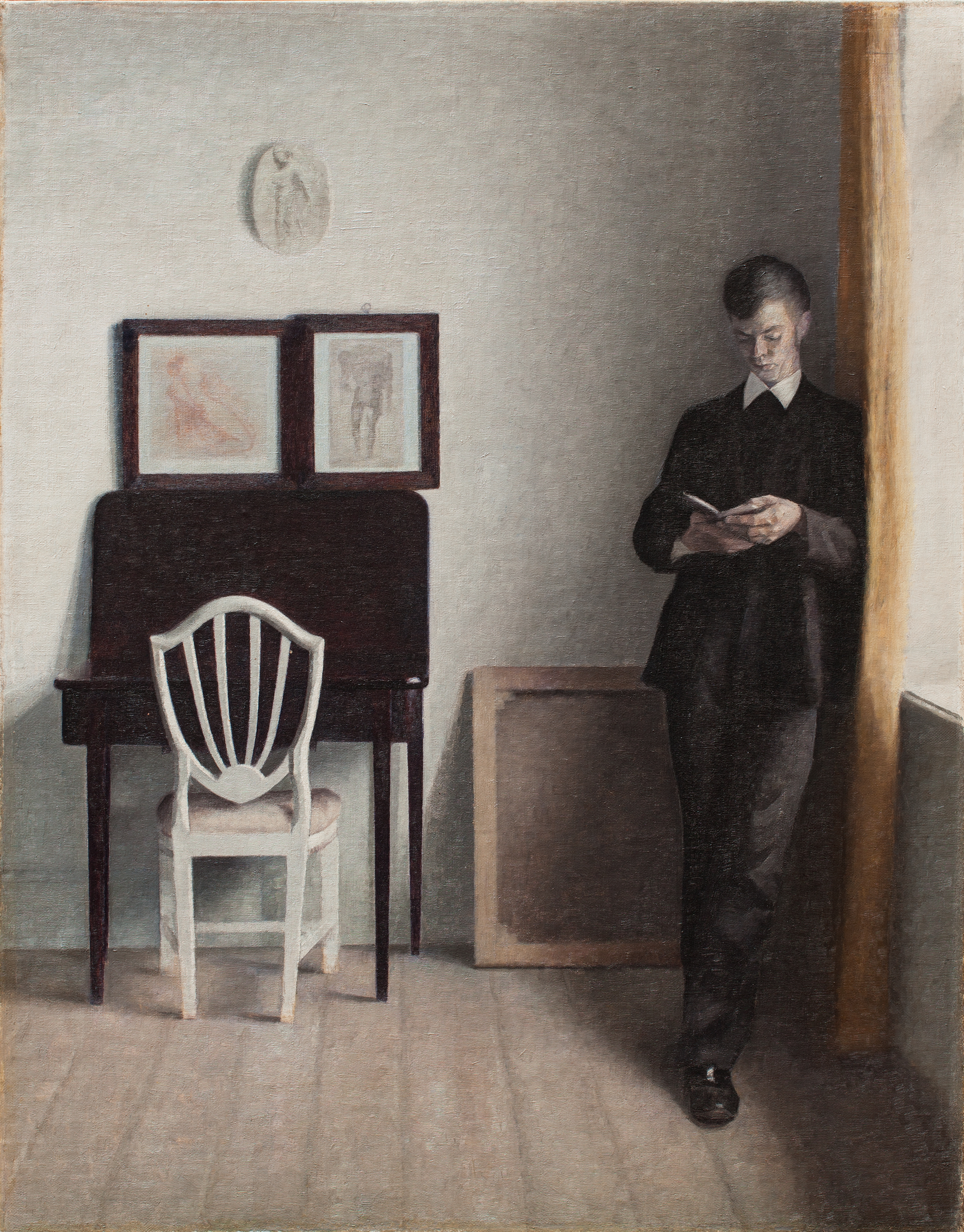
Vilhelm Hammershøi: Interieur met lezende jongeman (1898)

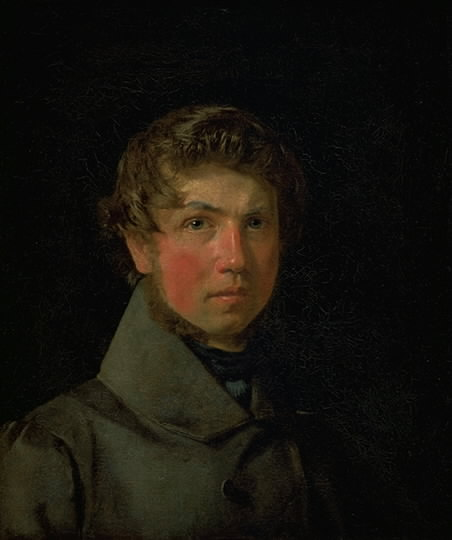
Christen Købke: zelfportret

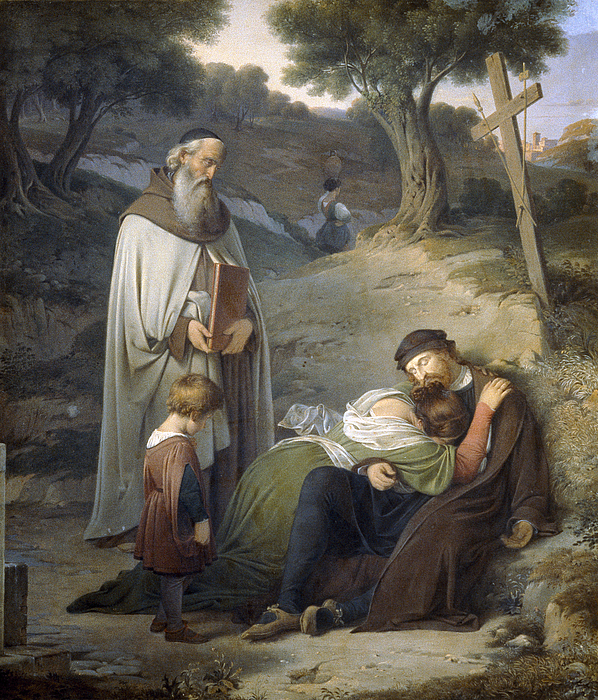
Albert Küchler: De dood van Correggio (1834)

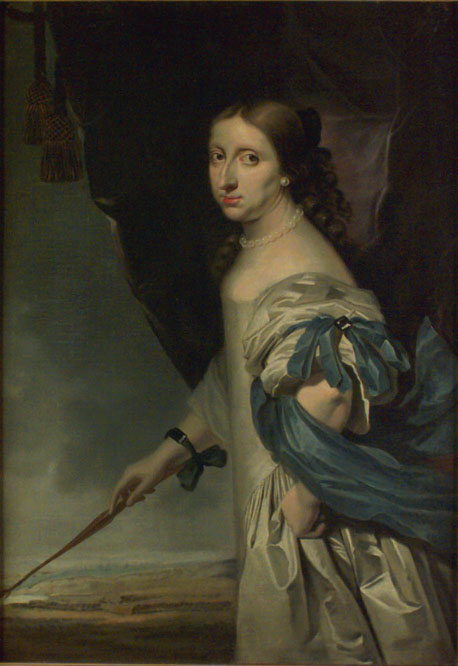
Abraham Wuchters: Christina I van Zweden (1661)

Dit is een lijst van in Denemarken geboren kunstschilders met een artikel op Wikipedia, gerangschikt op alfabet.

## A
- Nicolai Abraham Abildgaard 1743-1809
- Georg Achen 1860-1912
- Else Alfelt 1910-1974
- Anna Ancher 1859-1935
- Michael Ancher 1849-1927

## B
- Otto Bache 1839-1927
- Mogens Balle 1921-1988
- Mogens Ballin 1871-1914
- Hans Bendix 1898-1984
- Wilhelm Bendz 1804-1832
- Albert Bertelsen 1921
- Ejler Bille 1910-2004
- Rudolf Bissen 1846-1911
- Carl Bloch 1834-1890
- Ditlev Blunck 1798-1853
- Hans Andersen Brendekilde 1857-1942

## D
- Anton Dorph 1831-1914
- Holger Drachmann 1846-1908

## E
- Christoffer Wilhelm Eckersberg 1783-1853
- Lili Elbe 1886-1931

## F
- Sonja Ferlov 1911-1985
- Paul Fischer 1860-1934
- Wilhelm Freddie (1909-1995)

## H
- Vilhelm Hammershøi 1864-1916
- Constantin Hansen 1804-1880
- Heinrich Hansen 1821-1890
- Lars Hansen 1813-1872
- Henry Heerup 1907-1993
- Oluf Høst 1884-1966
- Carl Holsøe 1863-1935

## I
- Karl Isakson 1878-1922
- Peter Ilsted 1861-1933

## J
- Egill Jacobsen 1910-1998
- Robert Jacobsen 1912-1993
- Jens Juel 1745-1802
- Viggo Johansen 1851-1935
- Asger Jorn 1914-1973

## K
- Per Kirkeby 1938
- Jesper Knudsen 1964
- Christen Købke 1810-1848
- Marie Krøyer 1867-1940
- Peder Severin Krøyer 1851-1909
- Albert Küchler 1803-1886

## L
- Carl Locher 1851-1915
- Christian August Lorentzen 1749-1828
- Johan Thomas Lundbye 1818-1848

## M
- Karl Madsen 1855-1938
- Wilhelm Marstrand 1810-1873
- Louis Moe 1857-1945

## N
- Thorvald Niss 1842-1905
- Poul Friis Nybo 1869-1929
- Børge Christoffer Nyrop 1881-1948

## O
- Erik Ortvad 1917-2008
- Jurriaen Ovens 1623-1678

## P
- Julius Paulsen 1860-1940
- Carl-Henning Pedersen 1913-2007
- Vilhelm Petersen 1812-1880
- Vilhelm Bjerke Petersen 1909-1957
- Theodor Philipsen 1840-1920
- Camille Pissarro 1830-1903
- Caspara Preetzmann 1792-1876

## R
- Johannes Rach 1720-1783
- Laurits Andersen Ring 1854-1933
- Martinus Rørbye 1803-1848

## S
- Harald Slott-Møller 1864-1937
- Ruth Smith 1864-1958
- Fritz Syberg 1862-1939
- Frederik Sødring 1809-1862

## T
- Laurits Tuxen 1853-1927

## W
- Gerda Wegener 1885-1940
- Bertha Wegmann 1847-1926
- J.F. Willumsen 1863-1958
- Abraham Wuchters 1608/1610-1682

## Z
- Kristian Zahrtmann 1843-1917